# Emma Shapplin
Emma Shapplin (nascida Crystêle Madeleine Joliton, Paris, 19 de maio de 1974) é uma soprano francesa.

## Biografia
Mesmo sendo francesa, a maior parte de suas músicas são cantadas em italiano antigo ou latim. Proveniente do fato de ter tido suas primeiras aulas de canto em italiano, e segundo suas palavras: "É uma língua que canta naturalmente, o italiano antigo é próprio para a poesia, o sonho e o drama também". Inclusive o nome do seu segundo álbum "Etterna", foi escrito assim como Dante escreveu, em vez de Eterna, no italiano moderno. Ela ainda canta algumas de suas músicas em francês, italiano moderno e inglês.

## Discografia

### Álbuns
- Carmine Meo (1997, Pendragon Records/EMI)
- Etterna (2002, Ark 21 Records/Universal Music Group)
- Macadam Flower (2009, Nimue Music/Universal Music Group/Sony Music).

### Outros
- Discovering Yourself (EP, 1999, Coeur De Lion)
- Spente le Stelle (Opera Trance) - The Remixes - Part One (álbum remix, 2000, Radikal Records)
- The Concert in Caesarea (álbum ao vivo, 2003, Pendragon Records/EMI)